# Ljungan

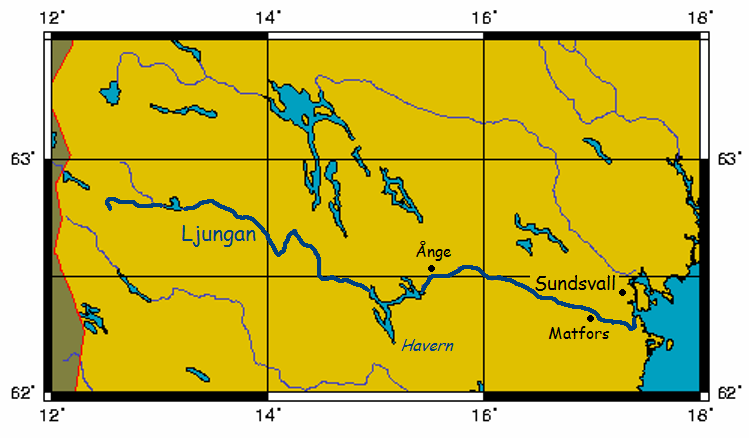
Ligging van de Ljungan

De Ljungan is een rivier in Zweden. De rivier start in het Scandinavisch Hoogland, net ten noorden van het bergmassief Helagsfjället. De rivier stroomt in oostelijke richting en is 399 kilometer lang. De rivier loopt door de landschappen Härjedalen, Jämtland en Medelpad. De rivier mondt uit in de Botnische Golf, ongeveer 15 kilometer ten zuiden van de stad Sundsvall. De rivier stroomt door verschillende meren, waarvan het Revundssjön, het Holmsjön en het Havern de grootste zijn. Er liggen verschillende waterkrachtcentrales aan de rivier.
- Gemeinsame Normdatei: 4789759-4
- Système universitaire de documentation: 027485129
- Virtual International Authority File: 19144647636725920535